# クラクソンズ
クラクソンズ (Klaxons) は、2005年にイングランド、ニュークロスで結成されたロックバンドである。
裏声を多用したボーカルにダンスビートをロックの骨組みに取り入れたダンス・ロック・サウンドが特徴で、デビュー・アルバムの『近未来の神話』は世界的にヒットを飛ばした。
クラクソンズの特徴のひとつとして、メディア以上に他のバンドからの賞賛が多いということが挙げられる。新人バンドに手厳しいことでも有名なパルプのジャーヴィス・コッカーは「画期的なレコード」と評し、ケミカル・ブラザーズは早速彼らを新曲にフィーチャリングし、同期バンドとの比較を極端に嫌うブロック・パーティーのケリーでさえ「斬新な実験性と解釈の仕方にはリスペクトを寄せている」と賛辞を惜しまない。
3枚のアルバムを発表した後、2014年に無期限の活動停止を発表した。

## メンバー

### 現在のメンバー
- ジェイミー・レイノルズ (Jamie Reynolds、1980年7月29日 - ) - ボーカル、ベース (2005年–2015年)
- ジェイムズ・ライトン (James Righton、1983年8月25日 - ) - ボーカル、シンセサイザー (2005年–2015年)
- サイモン・テイラー・デイヴィス (Simon Taylor-Davis、1982年6月18日 - ) - ボーカル、ギター (2005年–2015年)

ツアー・メンバー
- ジョージ・レイサム (George Latham) - ドラム (2013年-2015年)

### 旧メンバー
- フィネガン・キッド (Finnigan Kidd) - ドラム (2005年)
- ステファン・ハルペリン (Steffan Halperin、1985年8月12日 - ) - ドラム (2007年–2013年)

## 受賞歴
- イギリスの音楽雑誌『NME』が主催するShockwaves NME Awards 2007にて最優秀新人バンド賞を受賞
- マーキュリー賞 2007年 受賞

## ディスコグラフィ

### スタジオ・アルバム
- 『近未来の神話』 - Myths of the Near Future (2007年、Polydor) ※全英2位
- 『サーフィング・ザ・ヴォイド』 - Surfing the Void (2010年、Polydor) ※全英10位
- 『ラヴ・フリークエンシー』 - Love Frequency (2014年、Akashic) ※全英38位

### コンピレーション・アルバム
- A Bugged Out Mix By Klaxons (2007年、New State Music)

### EP
- Xan Valleys (2006年)
- Sweetheart (2009年)
- Landmarks of Lunacy (2010年)

### シングル
- "Gravity's Rainbow" (2006年)
- "Atlantis to Interzone" (2006年)
- "Magick" (2006年)
- "Golden Skans" (2007年)
- "Gravity's Rainbow" (re-recording) (2007年) _コナミデジタルエンタテインメント『ワールドサッカー ウイニングイレブン 2010』において、bgmの１つとして採用されていた
- "It's Not Over Yet" (2007年)
- "Sweetheart" (2009年)
- "Echoes" (2010年)
- "Twin Flames" (2010年)
- "There Is No Other Time" (2014年)
- "Show Me a Miracle" (2014年)